# Onesia gonidecoides
Onesia gonidecoides este o specie de muște din genul Onesia, familia Calliphoridae, descrisă de Hiromu Kurahashi în anul 1982. Conform Catalogue of Life specia Onesia gonidecoides nu are subspecii cunoscute.